# Elección para gobernador de Vermont de 2020
La elección para gobernador de Vermont de 2020 tuvo lugar el 3 de noviembre de ese año. Como Vermont no impone límites de mandato a sus gobernadores, el gobernador republicano titular Phillip Scott se postuló para un tercer mandato de dos años en el cargo. El 28 de mayo de 2020, anunció oficialmente su candidatura, pero declaró que no haría campaña, no mantendría personal de campaña ni recaudaría fondos debido al estado de emergencia debido a la pandemia de COVID-19 en Vermont.
Scott ganó la reelección para un tercer mandato, derrotando al candidato demócrata y progresista, el vicegobernador David Zuckerman. El margen de victoria del 41% de Scott fue el más grande en las elecciones para gobernador del estado desde 1996, y el más grande para un candidato republicano desde 1950.

## Resultados
| Elección para gobernador de Vermont 2020 | Elección para gobernador de Vermont 2020 | Elección para gobernador de Vermont 2020 | Elección para gobernador de Vermont 2020 | Elección para gobernador de Vermont 2020 |
| Partido                                  | Partido                                  | Candidato                                | Votos                                    | %                                        |
| ---------------------------------------- | ---------------------------------------- | ---------------------------------------- | ---------------------------------------- | ---------------------------------------- |
|                                          | Republicano                              | Phillip Scott                            | 248.412                                  | 68.49                                    |
|                                          | Progresista de Vermont                   | David Zuckerman                          | 99.213                                   | 27.35                                    |
|                                          | Independiente                            | Kevin Hoyt                               | 4.576                                    | 1.26                                     |
|                                          | Independiente                            | Emily Peyton                             | 3.505                                    | 0.97                                     |
|                                          | Independiente                            | Erynn Hazlett Whitney                    | 1.777                                    | 0.49                                     |
|                                          | Independiente                            | Wayne Billado III                        | 1.431                                    | 0.39                                     |
|                                          | Independiente                            | Michael A. Devost                        | 1.160                                    | 0.32                                     |
|                                          | Independiente                            | Charly Dickerson                         | 1.037                                    | 0.29                                     |
|                                          | Escritos                                 | Escritos                                 | 1.599                                    | 0.44                                     |
| Votos válidos                            | Votos válidos                            | Votos válidos                            | 362.711                                  | 97.77                                    |
| Votos en blanco                          | Votos en blanco                          | Votos en blanco                          | 8.087                                    | 2.18                                     |
| Sobre votos                              | Sobre votos                              | Sobre votos                              | 170                                      | 0.05                                     |
| Participación                            | Participación                            | Participación                            | 370.968                                  | 73.27                                    |
| Registrados                              | Registrados                              | Registrados                              | 506.312                                  | 100                                      |